# Стогодишњица Републике Турске
Стогодишњица Републике Турске односи се на догађаје организоване 2023. године у знак сећања на стогодишњицу проглашења Републике Турске. Званичне прославе координирала је Дирекција за комуникације.

## Званичне прославе
Координација и спровођење званичних прослава стогодишњице у Турској поверени су Дирекцији за комуникације одлуком објављеном у Службеном гласнику 24. октобра 2020. године. Прославе, којима су присуствовали представници јавних институција и организација, одржане су под темама „Век Турске“ и „Век стабилности“. Фахретин Алтун, шеф Дирекције за комуникације, изјавио је да је преко 24.000 пројеката везаних за стогодишњицу реализовано уз допринос 56 институција.
Кључне активности спроведене у оквиру званичних прослава укључивале су:
- Успостављање корпоративног идентитета за прославу 100. годишњице. Лого креиран за 100. годишњицу Националне борбе у мају 2019. године, са бројем 100, знаком бесконачности и полумесецом, прилагођен је прослави стогодишњице оснивања Републике Турске.[3][4]
- Организација конкурса за компоновање химне и песме поводом 100. годишњице, са 400 радова. Химна, коју је компоновао и написао Илкер Комурџу, изабрана је за победника. Први пут је изведена 30. августа 2023. године, током специјалног концерта за Дан победе, на којем су наступили Председнички симфонијски оркестар и други оркестри повезани са Министарством националне одбране.[5][6]
- Прослава Дана Републике и 100. годишњице републике 29. октобра 2023. године, кроз разне догађаје у Турској и иностранству. Председник Реџеп Тајип Ердоган, током своје посете Аниткабиру, записао је следеће речи у спомен-књигу: „Током 21 године на власти, трудили смо се да оправдамо ваше поверење са највећом посвећеношћу“.[7]
- SoloTürk и Turkish Stars (акробатски демонстрациони тим турског ратног ваздухопловства) извели су акробатске представе у Анкари и Истанбулу током прославе 29. октобра. Главна места одржавања представа била су Аниткабир и Босфор. По први пут у историји турске морнарице, 100 војних бродова који припадају турским поморским снагама, укључујући и ТЦГ Анадолу, прошло је кроз Босфор.[8] У 19:23 (UTC+3), Ердоган је објавио поруку стогодишњице, након чега је уследио ватромет и шоу дроновима на Босфору.[9]

## Остале прославе и активности

### Спорт
Као део прославе стогодишњице републике, тимови Суперлиге и Прве лиге ТФФ-а допринели су том догађају посебним дизајном логотипа. Клубови су представили дресове креиране посебно за стогодишњицу, који су били доступни за продају, и носили су их на утакмицама које су се играле око Дана Републике и на дан прославе. Клубови су изразили своје шампионске циљеве у складу са темом 100. годишњице, док су навијачи састављали посебна скандирања за сезону 2022–2023.
Значајни догађаји укључивали су кореографске представе под називом „İlelebet Cumhuriyet“ (Заувек Република) пре утакмице ФК Галатасарај – ФК Бешикташ 22. октобра 2023. и „Akaretler'den Cumhuriyet'e“ (Од Акаретлера до Републике) током утакмице 30. октобра. ФК Фенербахче је покренуо програм стипендирања под називом "Sonsuza Dek Cumhuriyet" (Република заувек).
Играчи КК Анадолу Ефес, тим у турској Баскетбол Суперлиги, носили су специјалне дресове поводом 100. годишњице у три утакмице током сезоне. Подводни ронилац Шахика Еркумен извела је посебан зарон на плажи Кониалти. „Трка жена поводом 100. годишњице Републике“ одржана је на мосту Јавуз Султан Селим.

### Штампа и медији
Бројне националне новине посветиле су опсежно извештавање теми Републике и прослави 100-те годишњице у својим издањима од 29. и 30. октобра 2023. године, а неке новине су објавиле и посебне додатке. Агенција Анадолија објавила је серију од осам књига под називом „100 Yıl Özel Serisi“ (Специјална серија 100 година).
За разлику од експанзивних активности издавања књига за 75-у годишњицу, ограничена производња књига се догодила у издавачком сектору због флуктуирајућих девизних курсева. Културне публикације Турске банке представиле су претходно објављене књиге као посебну серију под називом „Серија 100. године“. Градска општина Истанбул радила је на пројекту од 15 томова који је обухватао теме као што су Лозански мир 1923. и Република. Министарство културе и туризма је реализовало пројекат публикације од 14 томова под називом „Cumhuriyetin 100. Yılına Armağan“ (Поклон 100-тој годишњици Републике).

### Образовање
Након прославе, у понедељак, 30. октобра 2023. године, предшколске установе, основне школе, средње школе и гимназије су имале једнодневни одмор. Министарство националног образовања је објавило да ће на школама отвореним током обележавања стогодишњице бити постављени посебни знакови годишњице. Министарство националног образовања организовало је такмичења у поезији, сликарству и кратким филмовима у школама, као и разне семинаре, изложбе, радионице и пројекте друштвене одговорности.
Турско историјско друштво је објавило планове за оснивање библиотечких одељења са 2.000 публикација на свим универзитетима у Турској, поред својих националних и међународних активности.

### Економија
Генерална дирекција за ковницу новца и штампарију поштанских марака произвела је и издала 100 милиона комада комеморативног новчића од 5 лира посебно за стогодишњицу. Бронзани комеморативни новчић поводом 100. годишњице Републике Турске садржао је портрете 12 бивших турских председника на лицу, а на полеђини портрете Азиза Санџара и Октаја Синаноглуа, лого 100. годишњице, Хуркуша, Хурџет, женску одбојкашку репрезентацију Турске, Тог, Плаву џамију, признање права гласа жена у Турској и симболе Јуксек Хизли Трена.

### Музика

#### Химне
Општина Чекмекој је 2021. године организовала такмичење за химну под покровитељством Председништва за комуникације. Током двогодишњег периода, такмичење је завршено избором „Yüzüncü Yıl Marşı“ (химна за 100-ту годишњицу), са текстом и музиком Илкера Комурџуа. Прво извођење победничке химне одржано је током прославе у Председничком комплексу 30. августа 2023. године, на Дан победе. Уз пратњу Председничког симфонијског оркестра, званично је проглашена химном државе поводом прославе стогодишњице.

#### Симфонијска музика
Композитор Оузан Балџи креирао је десетоделно дело „Bir Ulus Uyanıyor“ (Нација се буди) за три солисте и симфонијски оркестар, посвећено 100-годишњици Републике. Прво извођење дела одржано је 10. децембра 2023. године у Конгресном и културном центру Ататурк у Бурси, у извођењу Државног симфонијског оркестра Бурсе.

### Визуелне уметности
Банка Türkiye İş Bankası отворила је Музеј сликарства и скулптуре на авенији Истиклал као поклон стогодишњици. Специјалне марке које је припремио ПТТ пуштене су у оптицај 29. октобра 2023.

### Извођачке уметности
Турска државна позоришта су 2021. године организовала такмичење у писању драма под називом „ Cumhuriyetin 100. Yılında Kadın “ (Жене у 100. години Републике). Абдулах Озтурк је освојио прво место са једночинком „ Holden'in Külkedileri “ (Холденове Пепељуге), коју је извело Државно позориште Анкаре у сезони 2022–2023.
Да би прославили 100. годишњицу републике, позориште Чолпан Илхан и Садри Алишик, Piu Entertainment и Zorlu PSM заједно су продуцирали мјузикл „1923 Müzikali “ (Мјузикл из 1923.), који је премијерно изведен 23. априла 2023. године, са глумачком поставом од 100 глумаца.
Градска позоришта Истанбула представила су специјалну музичку представу под називом „Bu Memleket Bizim“ и отворила позоришну сезону 2023-2024. овом продукцијом. Рад је укључивао одломке из Ататурковог „Нутук“, „Kuvayi Milliye Destanı“ Назима Хикмета, и списе различитих аутора као што су Јакуп Кадри Караосманоглу и др.
Дирекција за културу и уметност Градске општине Истанбул поставила је представу „100“, у режији и према сценарију Озена Јуле, са музиком Фахира Атакоглуа, комбинујући музику, плес, сценографију и креативне костиме. Представа је испричала причу од битке код Манцикерта до освајања Истанбула и Мустафе Кемал-паше који посматра окупиране бродове на Босфору 1918. године. Химна поводом 100. годишњице, коју је написао Озен Јула, а компоновао Фахир Атакоглу, први пут је изведена током премијере 9. септембра 2023. године.
Министарство националног образовања, уз подршку Вакифбанке, поставило је представу „Cumhuriyete Doğru“ (Ка Републици) у режији Боре Северцана, која приказује почетак Националне борбе и причу о оснивању Републике. Представа је, након премијере 25. новембра 2023. године на сцени MEB Şûra у Анкари, изведена бесплатно у различитим градовима.
Представу под називом „Veda“ (Збогом), адаптирану по истоименом роману Ајше Кулин, постављена је за прославу 100. годишњице републике. Представа је приказала слом Османског царства кроз догађаје у резиденцији последњег министра финансија Османског царства, Ахмета Решат-паше.

### Архитектура
Дирекција за културу и природна добра Градске општине Анкара организовала је конкурс за идејне пројекте споменика поводом 100. годишњице. Пројекат бр. 7, који су водили архитекта Кутлу Инанч Бал и архитекта Хакан Евкаја, победио је на конкурсу. Изградња Споменика 100. годишњице захвалности почела је у Хидирликтепеу у августу 2023. године. Општина Једрене је такође организовала конкурс за споменик поводом 100. годишњице, а изабрани споменик је откривен 29. октобра 2023. године.

## Локалне прославе
Широм земље, куће, предузећа, улице и јавни простори били су украшени турским заставама у знак прославе 100. годишњице. Општине и губерније су активно учествовале у овим украшавањима током прославе стогодишњице. Председник Ердоган је позвао све грађане да прославе 100. годишњицу републике украшавањем својих домова, продавница и аутомобила турским заставама, рекавши: „Нека земља и небо буду прекривени заставама“.
Из разних региона земље, поруке прославе које су пољопривредници писали на својим пољима поводом 100. годишњице често су биле објављиване у медијима. Писма написана током „Кампање писама за 100. годишњицу наше Републике“ коју је организовао ПТТ 2002. године такође су достављена њиховим примаоцима.

### Истанбул
За 100. годишњицу, Градска општина Истанбул изабрала је слоган „Век демократије“. Ататуркови постери и турске заставе били су окачени на метро станицама и разним општинским зградама. Ататуркова изјава „Република је највећа прослава!“ током проглашења републике често се пуштала у метроу. На дан прославе, услуге метроа у Истанбулу су биле бесплатне, а општина је организовала посебну прославу у Малтепеу.

Још једна централна тачка прославе традиционално је била авенија Ватан. Гувернер Истанбула Давут Гул, градоначелник Метрополитанске општине Истанбул Екрем Имамоглу и командант Прве армије Али Сиври учествовали су на званичној прослави. Након војне параде, одржани су студентски дефилеи, пролазак разних војних и јавних возила. Након параде класичних аутомобила, одржана је и парада возила марке Тог.
- Зид метроа у Истанбулу са нагласком на „Век демократије“
- Током прославе на авенији Ватан, БМЦ Кирпи II, једно од турских војних возила следеће генерације, у поворци
- Транспаренти поводом 100. годишњице и турске заставе на аеродрому у Истанбулу

### Анкара
Између 23. и 29. октобра 2023. године, широм града Анкаре организовани су догађаји поводом недеље републике. У оквиру ових активности, наступали су градски оркестар, јаничарски оркестри и војни оркестри, уз концерте, позоришне представе, изложбе, дискусије и панеле.
Званична церемонија одржана је 29. октобра у Аниткабиру. Церемонији су присуствовали председник републике, председник и потпредседник Велике народне скупштине Турске, начелник Генералштаба Оружаних снага Турске, лидери политичких странака, државни званичници и грађани. Након церемоније, одржан је минут ћутања и свирана национална химна. Истог дана, испред зграде Велике народне скупштине одржана је званична цивилно-војна парада - прва одржана од пандемије ковида 19, након чега је уследио програм прославе 100. годишњице као завршница свечаности.
Концерти, позоришне представе и разне активности организоване су на разним трговима и парковима широм Анкаре.

### Бурса
Градска општина Бурса прославила је 100. годишњицу догађајима који су трајали од 12. до 30. октобра. Догађаји су почели отварањем Изложбе сећања градске општине Бурса у 100. години Републике 12. октобра. Активности су завршене 30. октобра доделом награда на такмичењу у свакодневној причи Бурсе и финалом међушколског такмичења у дебати.
Градско позориште Нилуфер извело је читање уживо под називом „Yüz Yıllık Söz“ (Сто година речи). Као део ове представе, одабрано је 100 романа написаних током ере републике, а 100 студената позоришних студија из свих драмских школа и конзерваторијума у Турској прочитало их је у једном даху у току једног дана.

### Измир
Локално, у Измиру, Градска општина Измир организовала је изложбе, концерте, представе, такмичења, традиционалне плесне приказе и процесију са бакљама поводом 100. годишњице. 